# Ricky Merino
Ricardo Luis Urdiales Merino (Palma de Mallorca, 1 de septiembre de 1986), popularmente conocido como Ricky Merino, es un cantante, actor y presentador español que saltó a la fama tras su participación en el programa musical Operación Triunfo 2017. Desde su participación, ha lanzado con éxito al mercado varios temas en solitario, un álbum y ha participado en una extensa gira y en diversos programas de televisión, así como también en la plataforma Netflix a nivel internacional con el programa ¡A cantar! y en Channel 4 en Reino Unido con Language Of Love.

## Biografía

### 1986-2014: Infancia, formación y primeros trabajos audiovisuales
Ricky Merino nació el 1 de septiembre de 1986 en Palma de Mallorca, España, donde vivió con sus padres, Ezequiel y María Fernanda, y sus dos hermanas mayores, Arantxa y Clara, hasta su mayoría de edad. Desde muy joven empezó a interesarse por el mundo del espectáculo y la interpretación, recibiendo formación teatral en el Teatro Ses Voltes y clases de canto con profesionales de la isla.
En 2004, a los dieciocho años, se traslada a Madrid donde se matrícula en Ingeniería Agrónoma en la Universidad Politécnica de Madrid. En 2005, con diecinueve años se instala en Sevilla para cursar la licenciatura de Comunicación Audiovisual en la Facultad de Comunicación de la Universidad de Sevilla, estudios que finaliza con éxito en 2010. Ese año se instala de nuevo en Madrid para estudiar el máster de Creatividad y Guiones de Televisión de la Universidad Rey Juan Carlos y la productora de televisión Globomedia, empresa en la que inicia su vida laboral en televisión como guionista en el concurso Mucho que perder, poco que ganar de LaSexta.
Entre 2011 y 2014 Ricky complementa su formación en interpretación, canto y baile para desarrollar sus aptitudes e inquietudes artísticas. En esos años comienza a escribir y dirigir sus propios cortometrajes entre los que destacan No Respires (2013), seleccionado y galardonado en más de veinte festivales nacionales e internacionales, Motivo De Una Ruptura (2014), Por Repetición (2014) ambos finalistas en la XII edición de Jameson Notodofilmfest y la webserie La Movida (2011-12)

### 2014-2017: Teatro musical y «Nuestra Isla»
En 2014 forma parte del elenco del musical Rent estrenado en el Auditorium de Palma, interpretando a Roger Davis. Ese mismo año entra como solista en el espectáculo musical The Show Must Go On. En 2015 y 2016 compagina su labor como cantante en la banda de rock The Fireballs con su papel en el musical Grease. de Baleartmusic encarnando al mítico Danny Zuko. Posteriormente alterna su labor como maestro de ceremonias y cantante en el espectáculo The Bright Nights con otros trabajos como actor en diversos cortometrajes y proyectos de televisión entre los que destacan sus cortometrajes #RICKYSUJETAVELAS (2016), Desencuentros En El Primer Desfase (2016) y su participación en la serie Desconguts de la televisión autonómica balear IB3.
En 2016 participa en los conciertos sinfónicos de Les Miserables de la BMMA interpretando a Marius Pontmercy y en 2017 encarna a Billy Flynn en la versión del musical Chicago producido por la misma compañía y UMA Producciones. El 3 de febrero de ese mismo año lanza su primera canción titulada «Nuestra Isla» en todas las plataformas digitales de manera independiente.

### 2017-2018:Operación Triunfo 2017y primeros proyectos en solitario

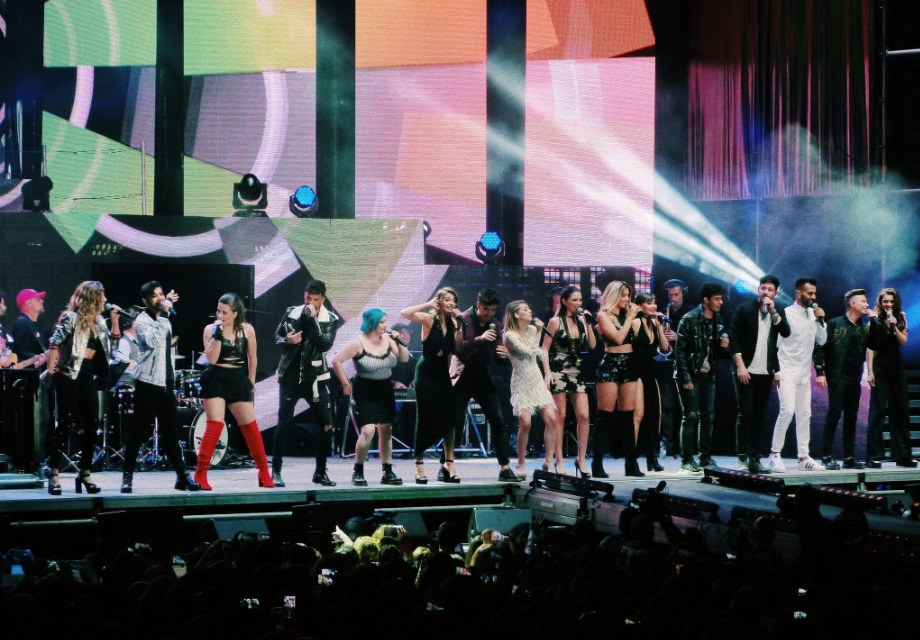
Ricky Merino, cuarto por la izquierda, en el concierto de OT 2017 en Pamplona

En octubre de 2017, entra a formar parte del programa de televisión Operación Triunfo siendo uno de los concursantes del talent show emitido en La 1 de Televisión Española. Durante su participación en el programa interpreta los temas «Adventure of a Lifetime» (Coldplay), «Tu Enemigo» junto a Roi Méndez (Pablo López y Juanes), «One Song Glory» (Rent), «Mientes» junto con Agoney (Camila), «(I’ve Had) The Time of My Life» con Nerea Rodríguez (Dirty Dancing), «Let Me Entertain You» (Robbie Williams), hasta la gala 6 y también los temas «Corazón Espinado» con Juan Antonio, Álex Casademunt y Javián (Maná), y «Vivo Cantando» con Raoul Vázquez, Marina Jade, Roi Méndez y Nerea Rodríguez (Salomé). Durante el programa, participa en la composición y grabación del sencillo «Camina» estrenado en diciembre de ese mismo año.
En 2018 participa en la posterior gira de OT 2017 en concierto junto a sus compañeros ejerciendo de maestro de ceremonias del show abriendo los conciertos con el tema «Let Me Entertain You»  con el que recorrieron más de veinte ciudades a lo largo de todo el país. También realiza varios conciertos en solitario, dos en su ciudad natal Palma de Mallorca el 15 de febrero de 2018, y el 5 de mayo, Calatayud el 7 de septiembre, Zaragoza el 19 de octubre, entre otros.
Ese año ficha como colaborador habitual en la plataforma de contenidos digitales de RTVE, Playz, dentro del formato 'OTVisión, los Goyas Golfxs  y como enviado especial a Eurovisión en mayo de 2018 en Lisboa.
A finales de 2018, entra a formar de la siguiente edición de Operación Triunfo como presentador del mismo formato dentro del Chat de OT junto a Noemí Galera.
Tras su salida del programa, Ricky ficha por el sello Universal Music con el que publica su primer sencillo «Miénteme» el 26 de noviembre de 2018, adaptación al castellano de «Lie To Me», tema que compuso antes de entrar en el talent de televisión. El sencillo debutó en el número 1 de las listas de ventas de las plataformas digitales en España y fue presentado de manera oficial en los dos últimos conciertos de Operación Triunfo 2017 el 27 y 28 de diciembre de ese año en el Palau Sant Jordi de Barcelona. El videoclip de la canción fue censurado en YouTube a los tres días de su lanzamiento por su contenido sexual, siéndole aplicado una restricción de edad por parte de la plataforma.

### 2019: Televisión, conciertos, «A Mi Manera» y siguientes lanzamientos
En enero de 2019 entra a formar parte del equipo de colaboradores del programa de humor Zapeando, en LaSexta. Desde entonces, Ricky Merino se ha convertido en un habitual en los medios nacionales y como invitado en distintos formatos de entretenimiento como su aparición en Tu Cara Me Suena  en Antena 3 Televisión en febrero de ese mismo año o en La Mejor Canción Jamás Cantada de TVE meses después.
En abril es invitado por RTVE a formar parte del jurado profesional de España en el festival de Eurovisión celebrado los días 14, 16 y 18 de mayo en Tel Aviv. El 10 de mayo de 2019 hace su debut en solitario en Madrid con su primer agotado en la capital en su concierto especial en la Sala Shoko donde presenta en exclusiva algunos de sus primeros temas como «Otra Vez», «Al Azar», «Bestia», «Me, Myself And I» y el que fue su segundo sencillo lanzado junto a Universal Music Spain el 11 de junio de 2019: «A Mi Manera».
Durante el verano de 2019 realiza otros conciertos en solitario por España presentando la antesala de su primer trabajo discográfico.
El 6 de diciembre de ese mismo año, lanza al mercado un maxisingle especial de «Miénteme»  con motivo del primer aniversario de la canción, en el que se incluyen diferentes versiones del tema como la versión original «Lie To Me».

### 2020: «Perfecto», gira#3TOUR, «Bestia», «Smalltown Boy» y fichaje en Netflix

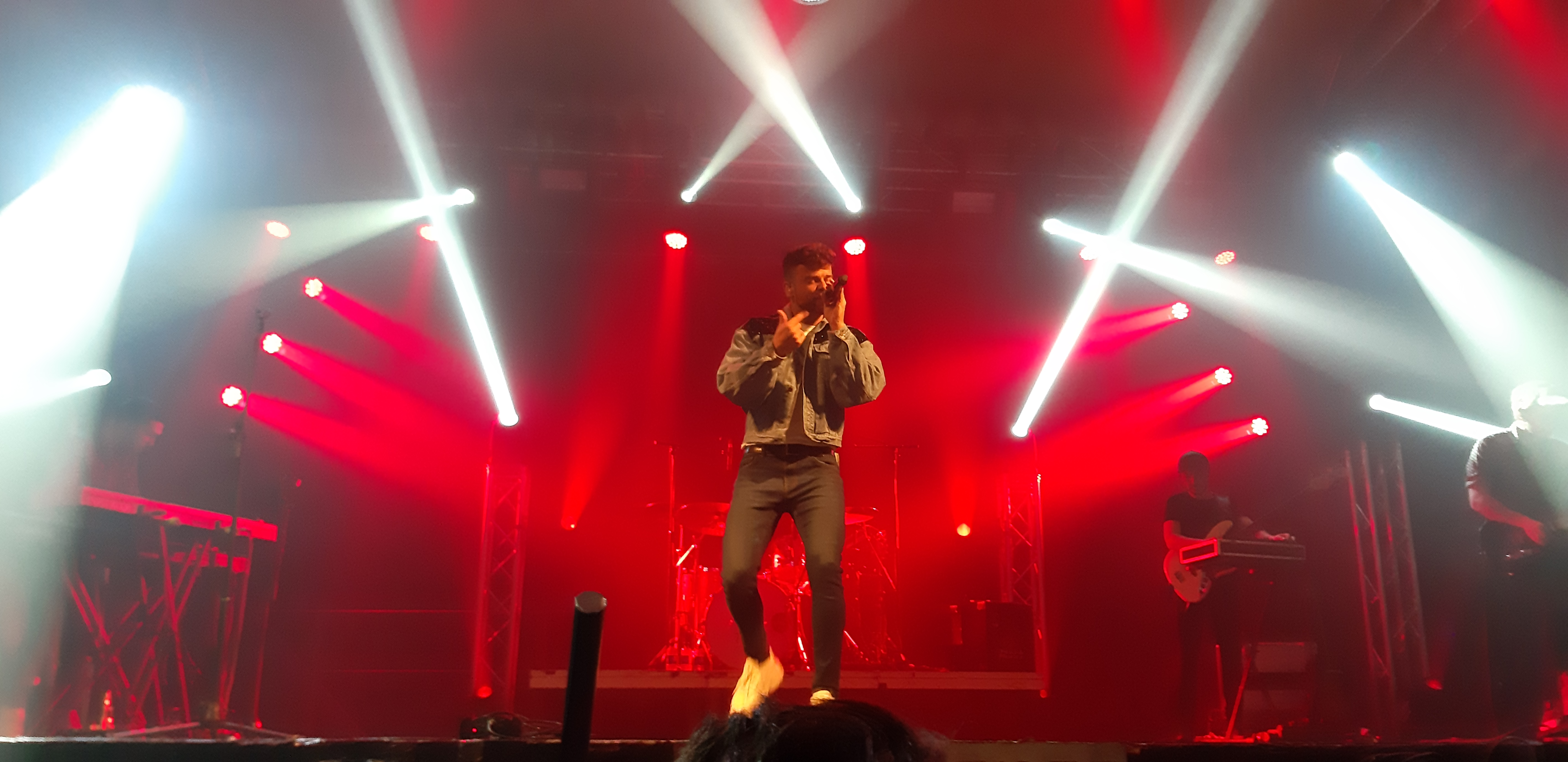
Ricky Merino en la gira 3Tour en Bilbao

En enero de 2020 vuelve a Operación Triunfo para presentar, esta vez en solitario, el Chat de OT por segunda vez. Al mismo tiempo alterna su trabajo en televisión con la gira de conciertos #3TOUR  junto a sus compañeros de edición Raoul Vázquez y Nerea Rodríguez. 
El 14 de febrero de ese mismo año lanza su tercer sencillo, «Perfecto»  mientras última los últimos detalles de su primer álbum en solitario.
A principios de año Netflix comunica de manera oficial que Ricky será el presentador del primer concurso musical de la plataforma titulado «¡A Cantar!»,  en el que además de conducirlo, también ejerce como cantante principal y que se verá en 190 países a partir del 24 de julio.
El 26 de junio, con motivo de la celebración del Orgullo LGTBIQ+, se estrena el himno oficial de MADO 2020 interpretado por varios artistas entre los que se incluye a Ricky Merino. La canción es una versión del tema «Piensa En Positivo» de Fangoria y en ella también colaboran cantantes como Agoney, Buika, Delaporte, Varry Brava y Vega entre otros.
El 10 de julio lanza el sencillo «Bestia» en colaboración con Danny Romero dando a esta nueva canción un sonido de pop urbano alcanzando el número uno en iTunes España en su primer día.
Meses más tarde, el 25 de septiembre versiona el clásico de los ochenta de Bronski Beat «Smalltown Boy», siendo éste su primer sencillo oficial en inglés. Poco más de un mes después, el 13 de noviembre, relanza ese mismo tema en una nueva versión junto a la ganadora del Festival de Eurovisión 2014 Conchita Wurst, siendo esta colaboración la primera vez que un ganador del festival lanza un sencillo a nivel internacional junto a un solista español.

### 2021: «Es Lo Que Hay», «El De Ayer», Ghost El Musical, fichaje en Channel 4, «Carnaval» y álbum debut
El 19 de marzo de 2021 Ricky Merino estrena un nuevo sencillo titulado «Es Lo Que Hay» producido de nuevo por Juan Sueiro y compuesto junto a Nacho Canut de Fangoria. El videoclip del tema cuenta con la participación de los cantantes y compañeros de Operación Triunfo 2017, Ana Guerra y Roi Méndez. Tres meses más tarde, el 18 de junio presenta la canción «El De Ayer», un nuevo adelanto del que será su álbum debut que confirma saldrá a la luz en otoño. Justo al día siguiente, el 19 de junio realiza su primer concierto en solitario tras las restricciones del Covid-19 en la Sala Morocco de Madrid en dos pases después de agotar las entradas del primero en menos de 24 horas. Un mes más tarde, el 29 de julio lanza junto al cantante Lorca una nueva versión del éxito de éste del 2004 «Serpiente Con Tacón» titulada «Serpiente Con Tacón 2.21».
El 1 de septiembre, coincidiendo con su tu trigésimo quinto cumpleaños, la productora y promotora de espectáculos LetsGo Company anuncia que Ricky Merino es el nuevo protagonista del musical Ghost en su nueva temporada en el Teatro EDP Gran Vía de Madrid encarnando a Sam Wheat, personaje que comparte junto al cantante David Bustamante y en el que Ricky se estrena oficialmente el día 30 de ese mismo mes. Ghost se convierte así en el debut teatral de Ricky en la Gran Vía madrileña y su vuelta a los musicales desde 2017.
A lo que su carrera televisiva se refiere, el 24 de septiembre la cadena británica Channel 4 anuncia que Ricky Merino será el nuevo presentador junto a Davina McCall de su nuevo gran formato titulado Language Of Love, un dating show entre españoles y británicos en coproducción con Zeppelin (Banijay Iberia), 2LE y Motion Content Group. El formato, grabado íntegramente en España, emitido en el Reino Unido a principios de 2022, resulta ser la primera vez que un presentador español da el salto a la cadena de televisión británica.
El 12 de noviembre Ricky publica el tema «Carnaval» junto a Ruth Lorenzo, sencillo de presentación de su álbum debut homónimo «Ricky Merino» que sale a la venta el día 26 de ese mismo mes y que debuta en el top 5 de iTunes España.

### 2022:Language Of Love, gira Ghost El Musical,Esta Noche Gano Yoy «III»
2022 empieza con el estreno el 4 de enero en Reino Unido del programa Language Of Love del que Ricky es copresentador junto a Davina McCall, emitido en Channel 4 y que cuenta con ocho entregas. 
En paralelo, Ricky continúa como protagonista en el musical Ghost que finaliza su residencia en el EDP Gran Vía de Madrid el 20 de febrero y continúa con la posterior gira en la que el musical recorre España durante todo el año.
El 16 de marzo, se anuncia que el álbum debut «Ricky Merino» es semifinalista en la categoría “Premio AGEDI al Mejor Álbum Pop” en los Premios De La Música Independiente en su XIV edición tras pasar la primera criba de votaciones. Por otro lado, BroadwayWorld Spain anuncia el 1 de julio a Ricky como nominado a "Mejor Actor Protagonista" por su papel como Sam Wheat en Ghost El Musical en la Premios del Público Broadwayworld Spain 2022.
El 26 de julio, Mediaset España estrena el concurso Esta Noche Gano Yo en Telecinco, un nuevo gran formato de retos y desafíos físicos en el que Ricky Merino participa como concursante dentro del equipo turquesa, que cuenta con seis entregas y en el que Ricky se clasifica en la final como cuarto finalista.
A lo que su carrera musical se refiere, el 16 de septiembre se publica el tema «Life Goes On», colaboración entre Wally López, dj español, y Ricky Merino, siendo este el primer lanzamiento de Ricky desde que publicase su álbum debut el año anterior. Tres meses después, el 2 de diciembre Ricky lanza «III», lanzamiento compuesto por tres canciones compuestas íntegramente en inglés por él y el productor Jake Boncutiu: «What's Up», «Like You Do» y el tema ya presentado en los directos de 2019 pero no publicado hasta el momento «Me, Myself And I».

### 2023:LaLaLa, «Quiero», musical Una Rubia Muy Legal y «El Amigo»
El 24 de enero de 2023, Ricky Merino vuelve a la televisión como copresentador del concurso musical LaLaLa emitido en Telemadrid, formato que capitanea junto a Silvia Jato. El concurso, que busca la mejor voz de Madrid, cuenta con diez entregas entre los meses de enero y marzo.
Haciendo una parada en la gira de Ghost, el 26 de marzo vuelve a reunirse ocho años después con sus compañeros del musical Grease en el concierto benéfico Grease En Concierto celebrado en el Auditorium de Palma de Mallorca y cuyos beneficios íntegros van destinados a la Asociación Española Contra El Cáncer de Baleares.
En mayo participa en el programa de televisión A Este Paso No Estrenamos de La2 de Televisión Española en un episodio especial dedicado a la obra de José Zorrilla Don Juan Tenorio en el que interpreta una de sus piezas interpretando a Don Juan.
El 2 de junio, año y medio tras la publicación de su álbum debut, Ricky Merino retoma su proyecto musical en español con el lanzamiento de «Quiero», sencillo compuesto con Víctor Arbelo y Roger Argemí, producido por Jake Boncutiu y cuyo videoclip está dirigido por Fran Granada. Ese mismo día presenta el tema en directo por primera vez en un concierto especial en el Pride de Torremolinos.
El 9 de junio Ricky vuelve a aparecer por segunda vez en Tu Cara Me Suena como artista invitado, cuatro años después de su actuación a Lola Índigo. Esta vez imita a Sam Smith con su tema Unholy. El 17 de ese mismo mes, realiza junto a Nerea Rodríguez el concierto especial Broadway Sinfónico donde ambos cantantes interpretan canciones populares de teatro musical y de películas junto a la orquesta sinfónica SAMVO de Onda. El día 24 realiza un concierto en solitario en la Playa Mayor de Guadalajara con motivo del Día Internacional del Orgullo LGTBI y cierra su participación en el mes del Orgullo en el escenario de Plaza España de Madrid en un concierto especial el 1 de julio.
El 12 de agosto Ricky se despide de Ghost El Musical después de dos años interpretando a Sam Wheat en el musical. Ese mismo mes empieza los ensayos de su nuevo proyecto teatral: el musical Una Rubia Muy Legal donde interpreta a Warner Huntington III y que se estrena el 29 de septiembre en el Teatro de La Latina de Madrid.
En paralelo a su proyecto musical, el 17 de noviembre se lanza el tema «Mueve» del cantante Maifrén en el que Ricky colabora y el 1 de diciembre lanza su nuevo sencillo en solitario, «El Amigo».

### 2024: «Casa De Fantasmas», «Sentimental» y «Superstar»
El 26 de enero de 2024, Ricky lanza «Casa De Fantasmas», su nuevo sencillo y tercer adelanto de su segundo álbum de estudio titulado «Dopamina» previsto para finales de año. Le siguen los sencillos «Sentimental», publicado el 15 de marzo y «Superstar» el 18 de octubre, sencillo principal del álbum.

## Discografía

### Álbum
| Año  | Título       | Detalles | Sello discográfico                         | Posición |
| Año  | Título       | Detalles | Sello discográfico                         | ESP      |
| ---- | ------------ | -------- | ------------------------------------------ | -------- |
| 2021 | Ricky Merino |          | Indica Entertainment/Universal Music Spain |          |
| 2024 | Dopamina     |          | Independiente                              |          |

### Sencillos
| Año  | Título                                                              | Composición | Posición | Álbum        |
| Año  | Título                                                              | Composición | ESP      | Álbum        |
| ---- | ------------------------------------------------------------------- | ----------- | -------- | ------------ |
| 2017 | Nuestra Isla                                                        |             |          | N/A          |
| 2018 | Miénteme                                                            |             |          | Ricky Merino |
| 2019 | A Mi Manera                                                         |             |          | Ricky Merino |
| 2020 | Perfecto                                                            |             |          | Ricky Merino |
| 2020 | Bestia (Con Danny Romero)                                           |             |          | Ricky Merino |
| 2020 | Smalltown Boy (Solo Version) / Smalltown Boy (Feat. Conchita Wurst) |             |          | Ricky Merino |
| 2021 | Es Lo Que Hay                                                       |             |          | Ricky Merino |
| 2021 | El De Ayer                                                          |             |          | Ricky Merino |
| 2021 | Carnaval (Con Ruth Lorenzo)                                         |             |          | Ricky Merino |
| 2023 | Quiero                                                              |             |          | Dopamina     |
| 2023 | El Amigo                                                            |             |          | Dopamina     |
| 2024 | Casa De Fantasmas                                                   |             |          | Dopamina     |
| 2024 | Sentimental                                                         |             |          | Dopamina     |
| 2024 | Superstar                                                           |             |          | Dopamina     |
| 2025 | Amants que s'amaguen (Con Gerard Mínguez)                           |             |          |              |

### EP
- 2019: «Miénteme (Maxisingle)»
- 2022: «III»

### Colaboraciones
- 2020: «Piensa En Positivo» (con Agoney, Aleks Syntek, Buika, Delaporte, Escuela Jana, Fran Perea, Jaime Summers, Jorge Megó, Kika Lorace, La Prohibida, Miguel Lara, Molina Molina, Paco Clavel, Rafa Sánchez, Sara Pérez, Siloé, The Porto Sisters, Varry Brava y Vega)
- 2021: «Serpiente Con Tacón 2.21» (con Lorca)
- 2021: «Más Besos» (con Agoney, Barei, Blas Cantó, Chenoa, Conchita, Dangelo, David Otero, Kai Etxaniz, Lorena Gómez, Rozalén, Safree y Soraya)
- 2022: «Life Goes On» (con Wally Lopez)
- 2023: «Mueve» (con Maifrén)

## Giras

### Individuales
- 2018-2019: Ricky Merino en concierto [150]

### Conjuntas
- 2018: OT 2017 en concierto
- 2020: #3TOUR con Raoul Vázquez y Nerea Rodríguez
- 2022-2023: Gira Ghost El Musical

## Videoclips
| Año  | Título                                               | Dirección                      | Álbum        |
| ---- | ---------------------------------------------------- | ------------------------------ | ------------ |
| 2017 | Nuestra Isla                                         | Rafa Rodríguez y Dani Cañellas | N/A          |
| 2018 | Miénteme                                             | Javier Giner                   | Ricky Merino |
| 2019 | A Mi Manera                                          | Javier Giner                   | Ricky Merino |
| 2020 | Perfecto                                             | Carlos Sonora                  | Ricky Merino |
|      | Piensa En Positivo                                   | Juan Sueiro                    | N/A          |
|      | Bestia                                               | Salva Musté                    | Ricky Merino |
|      | Smalltown Boy / Smalltown Boy (Feat. Conchita Wurst) | Salva Musté                    | Ricky Merino |
| 2021 | Es Lo Que Hay                                        | Salva Musté                    | Ricky Merino |
| 2021 | El De Ayer                                           | Salva Musté                    | Ricky Merino |
| 2021 | Carnaval                                             | Salva Musté                    | Ricky Merino |
| 2022 | Life Goes On                                         | Gato Del Caribe                | N/A          |
| 2023 | Quiero                                               | Fran Granada                   |              |
| 2023 | El amigo                                             | Fran Granada                   |              |
| 2024 | Casa De Fantasmas                                    | Carlos Cabezas                 |              |
| 2024 | Sentimental                                          | Carlos Cabezas                 |              |

## Televisión

### Series de televisión
| Año  | Título              | Cadena        | Papel     | Notas      |
| ---- | ------------------- | ------------- | --------- | ---------- |
| 2017 | Desconeguts         | IB3 Televisió | Frederick | 1 episodio |
| 2018 | Telepasión Española | La 1          | Él mismo  | 1 episodio |
| 2025 | Mariliendre         | Atresplayer   |           | 1 episodio |

### Programas de televisión
| Año         | Título                           | Cadena     | Notas                      |
| ----------- | -------------------------------- | ---------- | -------------------------- |
| 2017 - 2018 | Operación Triunfo 2017           | La 1       | Concursante; 5.º eliminado |
| 2018        | Operación Triunfo 2018: El Chat  | La 1       | Copresentador              |
| 2019        | Zapeando                         | La Sexta   | Colaborador                |
| 2020        | Operación Triunfo 2020: El Chat  | La 1       | Presentador                |
| 2020        | ¡A cantar!                       | Netflix    | Presentador                |
| 2022        | Davina McCall's Language of Love | Channel 4  | Presentador                |
| 2022        | Esta noche gano yo               | Telecinco  | Concursante; 4.º finalista |
| 2023        | LaLaLa                           | Telemadrid | Copresentador              |

#### Como invitado
| Año  | Título                         | Cadena                   | Notas                                             |
| ---- | ------------------------------ | ------------------------ | ------------------------------------------------- |
| 2019 | Tu Cara Me Suena 7             | Antena 3                 | Invitado (Gala 12) como Mimi Doblas (Lola Índigo) |
| 2019 | La Mejor Canción Jamás Cantada | La 1                     | Invitado (Gala 5; Gala 8)                         |
| 2019 | Gente Maravillosa              | Castilla-La Mancha Media | Invitado                                          |
| 2019 | Nosotrxs somos                 | Playz                    | Invitado                                          |
| 2020 | Entre Ovejas                   | La 1                     | Invitado                                          |
| 2020 | Typical Spanish                | La 1                     | Invitado (Programa 4)                             |
| 2020 | El Cazador                     | La 1                     | Invitado                                          |
| 2021 | Pasapalabra                    | Antena 3                 | Invitado                                          |
| 2022 | Tu Cara Me Suena 10            | Antena 3                 | Invitado (Gala 11) como Sam Smith                 |

## Teatro Musical
| Año           | Título              | Papel                       | Productora           |
| ------------- | ------------------- | --------------------------- | -------------------- |
| 2014          | Rent                | Roger Davis                 | Director Mark Witz   |
| 2014-2015     | Show Must Go On!    | Cantante solista y bailarín | Ilusions Teatre      |
| 2015-2016     | Grease              | Danny Zuko                  | Baleartmusic SL      |
| 2016          | The Bright Nights   | Maestro de ceremonias       | Experipity SL        |
| 2021-2023     | Ghost               | Sam Wheat                   | LetsGo Company       |
| 2023-2024     | Una Rubia Muy Legal | Warner Huntington III       | Sunset Entertainment |
| 2025-presente | Atrapadas en la ofi | Interprete                  | La Coja Producciones |

## Cortometrajes
| Año       | Título                | Dirección            |
| --------- | --------------------- | -------------------- |
| 2011-2012 | La Movida             | Pilar Marina         |
| 2013      | No Respires           | Ricky Merino         |
| 2014      | Motivo De Una Ruptura | Ricky Merino         |
| 2014      | Por Repetición        | Ricky Merino         |
| 2016      | #RICKYSUJETAVELAS     | Ricky Merino         |
| 2016      | Sempiterno            | Pep Margu            |
| 2016      | Agnición              | Xisco Díaz Salamanca |
| 2017      | Bailad Para Mí        | Rafael Rodríguez     |